# 平澤直
平澤 直（ひらさわ なお）は、日本のアニメーションプロデューサー。アーチ株式会社代表取締役、株式会社グラフィニカ代表取締役社長、株式会社YAMATOWORKS取締役、株式会社ゆめ太カンパニー非常勤取締役、株式会社Yostar Pictures社外顧問。

## 来歴
東京都三鷹市出身。駒場東邦中・高等学校を経て、早稲田大学法学部卒業。
中学時代からアニメ業界に関心を持ち、高校生のときにはアニメーターを志したが、絵の技術に限界を感じ、絵を描く以外の方法でアニメ業界に関わる道を模索していた。やがて大学受験の時期を迎え、早稲田大学法学部に進学した。
大学二年の秋に三年生四年生で履修するゼミを選ぶことになり「著作権法・特許法」をメインとしたゼミを選ぶ。著作権法、特許法のほかに商標法なども学び、そのスキルをもとに就職活動に望んだところ、バンダイビジュアルから内定を獲得し入社。商社やメーカーなどの企業にもエントリーをしており、内定を持っていたがアニメ業界への道を選ぶ。
バンダイビジュアル入社後は、海外営業部に配属。１年後に版権管理部という著作権関連の部署に異動。2年間、バンダイビジュアルの関係する作品の契約書をすべて読んでいた。入社4年目にして、製作委員会の組成・運営や、DVDパッケージを企画・制作する制作部に異動。その後、アシスタントプロデューサーとして参加していた『攻殻機動隊 S.A.C. 2nd GIG』をきっかけに、Production I.Gへ転職。そこで数多くのアニメ作品の制作に関わった後に、ウルトラスーパーピクチャーズに転職。サンジゲンの企画開発・プロデュースを担当する。『モンスターストライク』『ウルトラスーパーアニメタイム』などを手がける。
2017年11月、森尾紀明と共にアーチ株式会社を設立し独立。
2019年4月より株式会社グラフィニカ取締役にも就任。
2019年12月、株式会社YAMATOWORKS取締役に就任。
2020年4月より株式会社グラフィニカ代表取締役に就任。アーチ株式会社では代表取締役社長から代表取締役へ。

## 主な担当作品

### テレビアニメ
2004年
- 攻殻機動隊 S.A.C. 2nd GIG（アシスタントプロデューサー）

2012年
- 翠星のガルガンティア（プロデューサー）

2014年
- ブレイク　ブレイド （プロデューサー）　

2015年
- ULTRA SUPER ANIME TIME（-2016年、プロデュース）

2016年
- ブブキ・ブランキ（アニメーションプロデューサー）

2017年
- ID-0 （プロデューサー）　

2018年
- Phantom in the Twilight（プロデューサー）

2022年
- トライブナイン （プロデュース協力）　
- 聖剣伝説 Legend of Mana -The Teardrop Crystal-（制作プロデュース）

2024年
- スナックバス江（美術協力）[10]

### 劇場アニメ
2010年
- ブレイク ブレイド（2010年-2011年、プロデューサー）

2018年
- モンスターストライク THE MOVIE ソラノカナタ（企画協力）

2019年
- プロメア（アソシエイトプロデューサー）

2020年
- モンスターストライク THE MOVIE ルシファー 絶望の夜明け（制作協力）

2022年
- ジャーニー 太古アラビア半島での奇跡と戦いの物語（プロデューサー）

### Webアニメ
2015年
- モンスターストライク（第1期・第2期、-2018年、プロデューサー）

 2017年
- 猫がくれたまぁるいしあわせ（企画・プロデュース）

 2018年
- オイさんと40の物語（企画・プロデュース）
- 約束の七夜祭り（企画プロデューサー）

 2019年
- みるタイツ（企画）[13]

 2020年
- ハレルヤ -運命の選択-（アソシエイトプロデューサー）

 2022年
- Ryan's World Arctic Adventures (プロデューサー)

 2023年
- Ryan’s World Island Adventures(プロデューサー)
- Tove Lo – I like u（プロデューサー）[14]

- Ryan’s World Ninja Adventures（プロデューサー）
- モンスターストライクアニメ　『マサムネ　- 使命の赤き刃 -』（プロデューサー）[15]

 2024年
- モンスターストライク エル 堕天の覚醒（プロデューサー）[16]

### ゲーム
2020年
- モンスターストライク×マッドハウス （アソシエイトプロデューサー）　
- 絶望粉砕少女∞アミダ（PVアニメーション、アソシエイトプロデューサー）
- アズールレーン 3周年記念アニメPV（プロデューサー）
- 「アズールレーン」×「DEAD OR ALIVE Xtreme Venus Vacation」コラボイメージPV（プロデューサー）

2021年
- ブレイブ フロンティア レゾナ（プロデューサー）
- モンスターストライク モーセ 獣神化 SPECIAL MOVIE（プロデューサー）　
- モンスターストライク魂を快気せし海の少女 キスキル・リラ SPECIAL MOVIE（プロデュース）

2022年
- 夢職人と忘れじの黒い妖精（オープニングムービー、プロデューサー）

- モンスターストライク 天下五剣 獣神化SPECIAL MOVIE（プロデューサー）　[20]

- モンスターストライク アミダ獣神化 SPECIAL MOVIE（プロデューサー）　[21]

- モンスターストライク ヤクモ SPECIAL MOVIE（プロデューサー）[22]

- モンスターストライク Tower of Sky Anime PV（プロデューサー）[23]

- モンスターストライク エクスカリバー獣神化 SPECIAL MOVIE（プロデューサー）[24]

2024年
- この素晴らしい世界に祝福を!ファンタスティックデイズ[禁断の冒険者]セシリー　必殺スキル(プロデューサー)
- モンスターストライク ナポレオン真獣神化 SPECIAL MOVIE（プロデューサー）[25]

- モンスターストライクマナ獣神化・改（プロデューサー）[26]
- アズールレーン7周年記念PV（プロデューサー）[27]

- Forest Tale（プロデューサー）[28]

### その他
2018年
- 呪術廻戦領域大展開キャンペーン（企画・プロデュース）[29]

2022年
- 角巻わため7周年記念PV（プロデューサー）[30]
- COMBO PANDA One Shot Movie(プロデューサー)

## 出演・登壇
- 第17回NED[31]
- 宇野常寛 NewsX vol.25[32]
- 日本経済新聞社主催 アニメビジネスNIGHT OUT シリーズ [33]
- 「アニメーション・クリエイティブ・テクノロジー・フォーラム（ACFT）2019」[34]
- Schoo[35]
- IMART2022[36]
- 公開シンポジウム『アニメでつながる／アニメがつながる――再接続させる文化産業』[37]
- IMART2024[38]